# Santa Isabel Ixtapan
Santa Isabel Ixtapan es una población ubicada en el municipio de Atenco en el Estado de México, México. Cuenta con una población de 4.407 habitantes.
Santa Isabel Ixtapan se encuentra a 2245 metros sobre el nivel del mar, al noroeste del municipio de Texcoco.

## Coordenadas
Santa Isabel Ixtapan esta localizadas en Latitud (Decimales): 19.586389 y Longitud
(Decimales): -98.945000.

## Demografía
Según los datos del censo de 2010, la población tiene un total de 4.407 habitantes de los cuales 2.101 son del género masculino y 2024 son del género femenino. La población en un 35% está compuesta por menores de edad y un 65% de adultos, de los cuales el 15 % es gente mayor de 60 años. En Santa Isabel Ixtapan existe una pequeña comunidad de indígenas que no sobrepasa el 10 % de la población total. De los cuales su idioma nativo es el náhuat, mixteco.

## Hallazgos importantes
A mediados del siglo XX se encontraron restos de mamuts, así como también se hallaron objetos culturales como herramientas que usaban para cazar a estos animales para la supervivencia de los grupos. Asimismo, de acuerdo al INAH se encontraron objetos tallados con huesos de mamuts, practicaban la pesca y ya conocían el fuego, además de la implementación de un lenguaje.

## Tradiciones
Cada año cuatro días antes del miércoles de ceniza (sábado, domingo, lunes y martes) el pueblo se engalana con su carnaval, dónde las ahora cinco cuadrillas: “Barrio del Peine, Cuadrilla la Palma, La Nueva/ Cuadrilla del Centro, Barrio La Palma/ La Palmita y los cantis, alegran el pueblo. 
A pesar de tocar y bailar la misma música, todas y cada una de la cuadrillas tienen algo en particular que las distingue de las demás. La vestimenta. Mientras que el Barrio del Peine, sale a las calles luciendo traje negro, La Cuadrilla de La Palma y La Palmita, bailan al ritmo de la música con sus llamativos trajes  repletos de colores, y por último, La Cuadrilla del Centro y los cantis se encargan de portar la elegancia usando traje blanco, marcando así cada una la diferencia.
Cuatro días después de miércoles de ceniza, el carnaval regresa para alegrar al pueblo con: "El Toro", en dónde todos salen al estilo vaquero, charro, adelita, etc, donde también salen personas  los que llevan los cuernos de un toro real para bailar por las calles con temas como Silverio, España y el famoso Guajito, entre otras. 

Los carnavaleros apodados ahora toreros, bailan en círculo mientras dos personas con cuernos de toro dentro, intentan cargar y derribar al torero que hayan escogido para la hazaña. 
Sin sutileza dejan caer bruscamente a los hombres, a diferencia de las mujeres y los niños que los tiran al suelo con más delicadeza. 
El Toro dura únicamente un día (domingo)

A la siguiente semana, Ixtapan despide el carnaval con su última festividad apodada: "La Viuda" en dónde sus participantes bailan vestidos de animales, super heroes, monstruos o cualquier otro disfraz que sea llamativo.
Anteriormente, La Viuda salía a las calles con el ritmo de la chirimía pero con el paso de los años la costumbre se fue perdiendo y actualmente bailan con banda. 
La Viuda al igual que El Toro, duran únicamente un día (domingo). 
Es una tradición que representa al pueblo con más de 100 años, y que has ido pasando de generación en generación.